# Karel Borms
Karel Borms (Sint-Niklaas, 7 december 1876 - Nijmegen, 5 augustus 1957) was een Belgische en Nederlands arts, activist tijdens de Eerste Wereldoorlog en lid van de Raad van Vlaanderen.

## Levensloop
Karel was de broer van August Borms. Hij promoveerde in 1901 tot doctor in de geneeskunde aan de Katholieke Universiteit Leuven. Hij werd huisarts in Wetteren.
Tijdens zijn studententijd ijverde hij voor de eenmaking van de katholieke Vlaamse studentenbonden. In Vlaamsgezinde zin geëvolueerd, sloot hij zich tijdens de Eerste Wereldoorlog aan bij het radicale Jong-Vlaanderen.
In 1917 werd hij hoogleraar inwendige geneeskunde aan de vernederlandste universiteit Gent en lid van de Raad van Vlaanderen. In 1918 werd hij lid binnen de Raad van Vlaanderen van de subcommissie geneesheren en tevens directeur-generaal van het departement volksgezondheid, na de bestuurlijke scheiding.
In 1920, nadat hij naar Nederland was gevlucht, werd hij tot twintig jaar hechtenis veroordeeld. In 1921 legde hij in Groningen het Nederlandse artsenexamen af en was gedurende twintig jaar verbonden aan een psychiatrisch ziekenhuis in Den Bosch. Hij hield zich voortaan niet meer met kwesties van Vlaamse Beweging in. Hij werd anti-Duitsgezind en veroordeelde de keuze van August Borms voor de collaboratie.